# مونت راتشيني
مونت راتشيني (بالإنجليزية: Mont Racine)‏ هو أحد جبال سلسلة جورا ويقع في كانتون نيوشاتل في سويسرا. يحتل المرتبة رقم 420 في قائمة جبال سويسرا من حيث الارتفاع، إذ يبلغ ارتفاعه حوالي 1439 متر، بينما يبلغ ارتفاع نتوء الجبل 319 متر.